# Armin Öpik

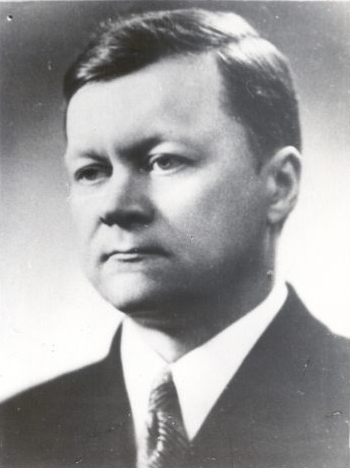
Armin Aleksander Öpik

Armin Aleksander Öpik (ur. 24 czerwca 1898 w miejscowości Lontova koło Kundy, zm. 15 stycznia 1983 w Canberze) – estońsko-australijski geolog i paleontolog.

## Życiorys
W latach 1922–1926 studiował na Uniwersytecie Tartuskim, gdzie w 1928 otrzymał doktorat, a w 1929 – stanowisko docenta prywatnego. W 1930 został profesorem i dyrektorem muzeum geologicznego. W 1944 opuścił Estonię i, po kilku latach pobytu w obozach uchodźców w Niemczech, w 1948 wyemigrował do Australii, gdzie znalazł pracę w Bureau of Mineral Resources. W 1955 otrzymał obywatelstwo australijskie. W 1962 wybrano go członkiem Australijskiej Akademii Nauk. W tym samym roku otrzymał Medal Walcotta, przyznany przez Narodową Akademię Nauk (USA).
Brat astronoma Ernsta Öpika.

## Osiągnięcia naukowe

### Znaczenie w historii nauki

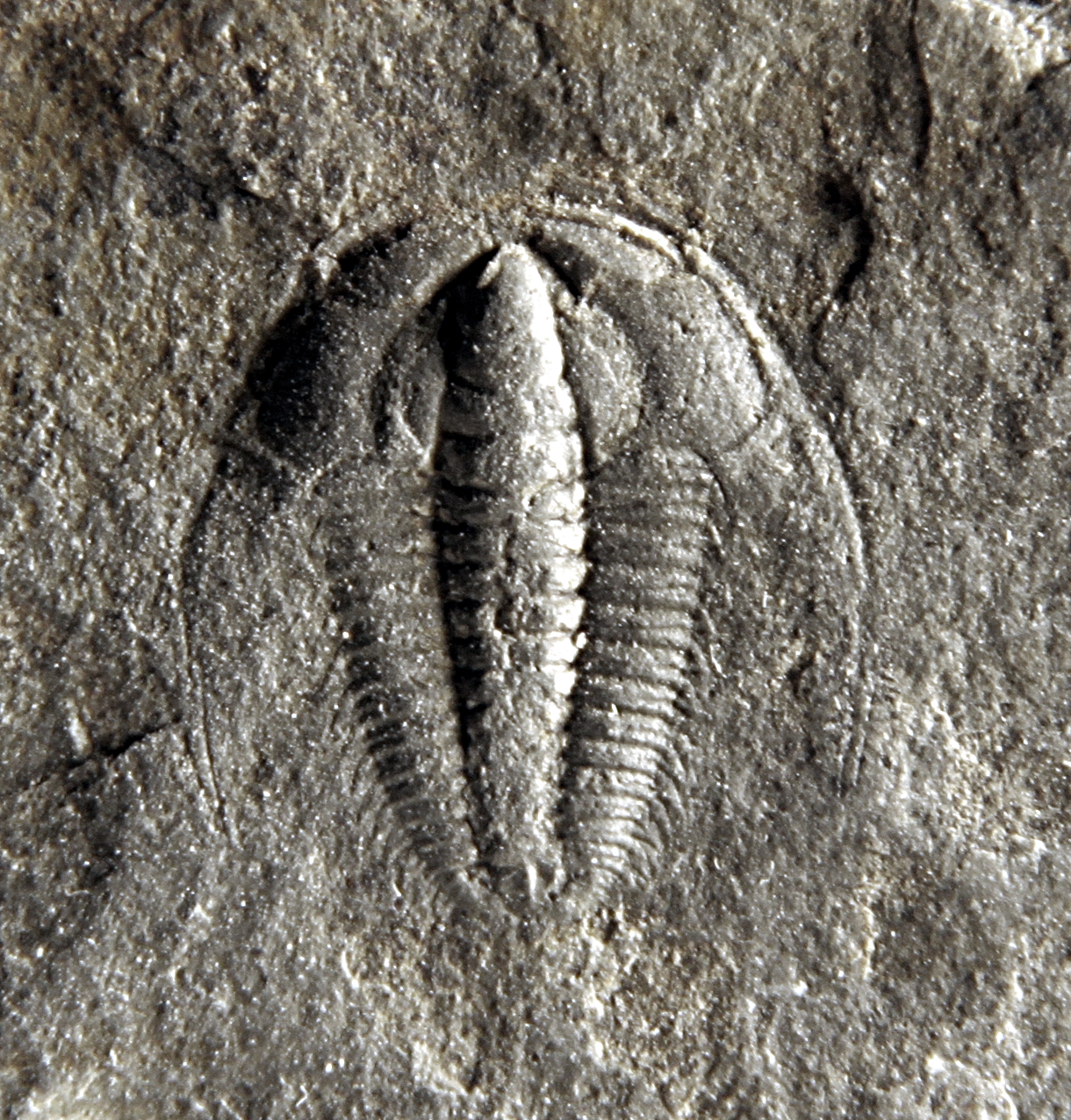
Trylobit kambryjski z rodzaju Redlichia, opracowanego szczegółowo przez Öpika

Öpik prowadził badania z zakresu wielu dyscyplin nauk geologicznych, ale najbardziej jest znany jako paleontolog – badacz faun wczesnego paleozoiku. Podczas prac w Estonii zajmował się między innymi ramienionogami i trylobitami ordowiku, a podczas prac w Australii – trylobitami kambru. Opisał liczne nowe taksony, na przykład rząd ramienionogów Strophomenida Öpik, 1934, rodzaje ramienionogów ordowickich Vellamo Öpik, 1930, Antigonambonites Öpik, 1934, czy rodzaj trylobitów ordowickich Krattaspis Öpik, 1937. Z kambru Australii opisał 94 nowe rodzaje i 294 nowe gatunki trylobitów.

### Wybrane publikacje
- Brachiopoda Protremata der estlandischen Ordovizischen Kukruse Stufe (1930)[6][8]
- Über Klitamboniten (1934)[5][9]
- Trilobiten aus Estland (1937)[7][10]
- The Cambrian trilobite Redlichia: organization and generic concept (1958)[11]
- The Mindyallan Fauna of North-Western Queensland (1967)[12]

## Upamiętnienie
Na jego cześć nazwano pewną liczbę taksonów zwierząt kopalnych, między innymi rodzaje ordowickich ramienionogów Oepikina Salmon, 1942, ordowickich konodontów Oepikodus Lindström, 1954 i sylurskich liliowców Oepikicrinus Ausich, Wilson & Toom, 2019.